# Akaike Nagatō
Akaike Nagatō est un nom japonais traditionnel ; le nom de famille (ou le nom d'école), Akaike, précède donc le prénom (ou le nom d'artiste).
Akaike Nagatō (赤池 長任, 1529-1568) est un samouraï de la période Sengoku qui sert le clan Sagara du sud de Kyūshū. Il porte le titre de cour de Izu no kami (伊豆守). Nagatō, seigneur du château d'Akaike dans la province de Higo, devient célèbre lors des combats au château d'Ōkuchi en 1568, lorsqu'il défait les forces de Shimazu Yoshihiro à la bataille de Dō-ga-saki.

## Source de la traduction
- (en) Cet article est partiellement ou en totalité issu de l’article de Wikipédia en anglais intitulé « Akaike Nagatō » (voir la liste des auteurs).